# Pantolabus radiatus
Pantolabus radiatus är en fiskart som först beskrevs av Macleay, 1881.  Pantolabus radiatus ingår i släktet Pantolabus och familjen taggmakrillfiskar. Inga underarter finns listade i Catalogue of Life.